# Oxynoe antillarum

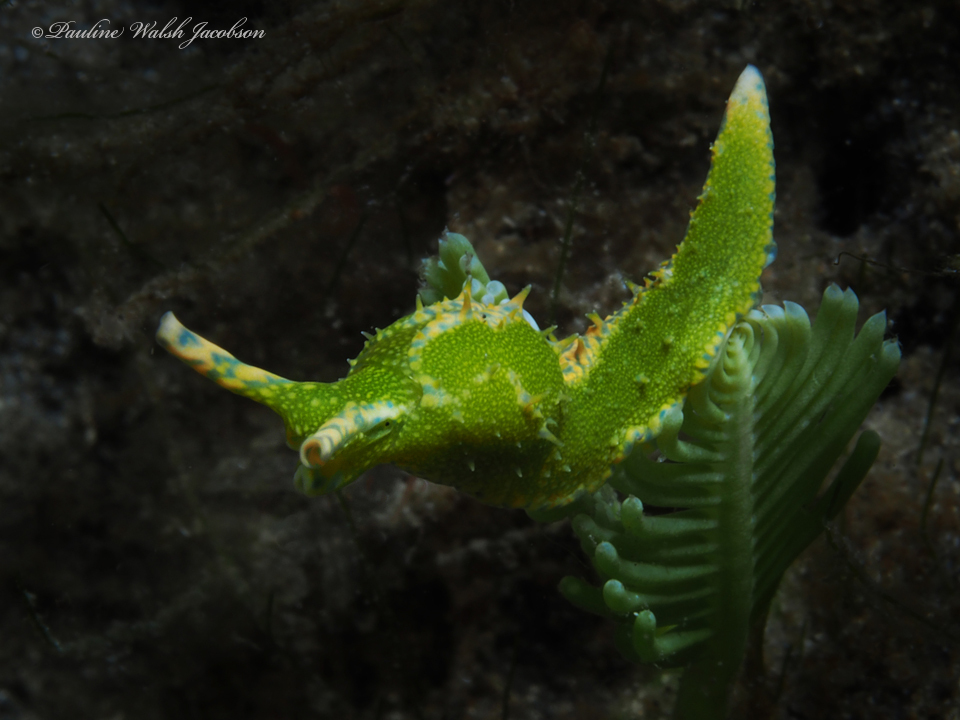
Oxynoe antillarum

Oxynoe antillarum (лат.) — вид морских брюхоногих моллюсков из семейства Oxynoidae подкласса Heterobranchia.

## Описание
Туловище имеет овальную форму, окрашено в зелёный цвет с рисунком из белых пятен. По бокам головы, краю параподий и стопы простирается белая полоса. Имеется продольная широкая дорсальная полоса. Бока головы и щупальца белые. Эпиподиальные доли с острыми, близко расположенными коническими наростами. Край белый с зелёными пятнами. «Хвост» очень длинный, узкий. Подошва стопы желтоватая, узкая, край окружён рядом маленьких зелёных пятен правильной круглой формы.
Раковина яйцевидная, гиалиново-белая, вздутая сверху, немного сжимающаяся над вершиной, блестящая, с морщинами роста. Шпиль скрыт. Шов — неглубокий лунатный разрез. Выход из раковины яйцевидный, широкий снизу и узкий сверху. Высота раковины: 6—6,25 мм. Ширина тела 4,5 мм.

## Питание
Данный вид (как и представители рода Elysia), не переваривает хлоропласты съеденных водорослей. Хлоропласты накапливаются в клетках моллюска и не теряют способность к фотосинтезу. Таким образом, накопив достаточное количество хлоропластов, Oxynoe antillarum переходит на питание веществами, получаемыми в процессе фотосинтеза.

## Защита
В целях самозащиты Oxynoe antillarum исторгает белую жидкость, содержащий неприятные для хищников вещества. Считается, что они получаются из съеденных водорослей.

## Ареал
Обитает у Американских Виргинских островов.